# Nowe media

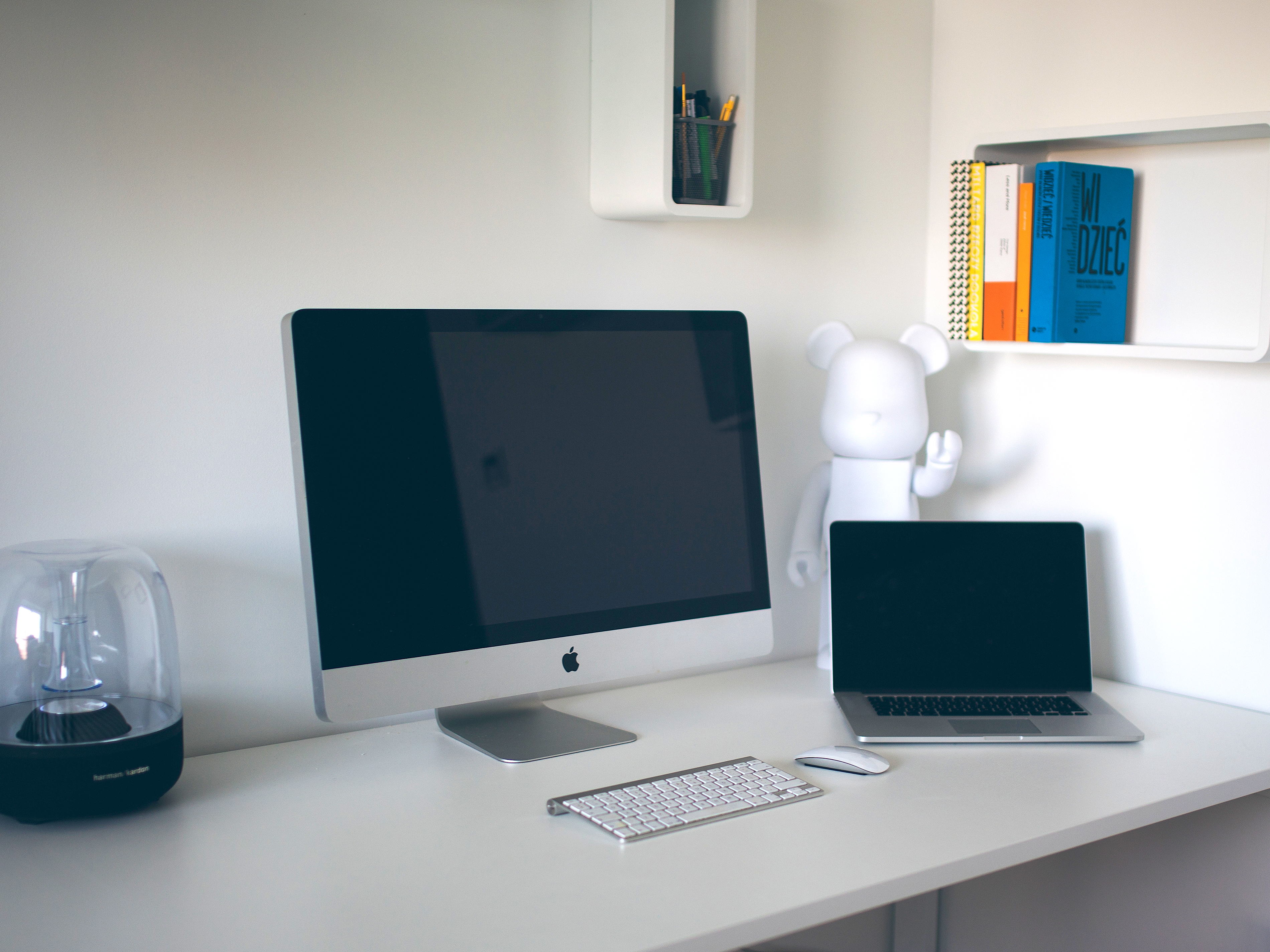
Komputer stacjonarny iMac i laptop Macbook (2016)

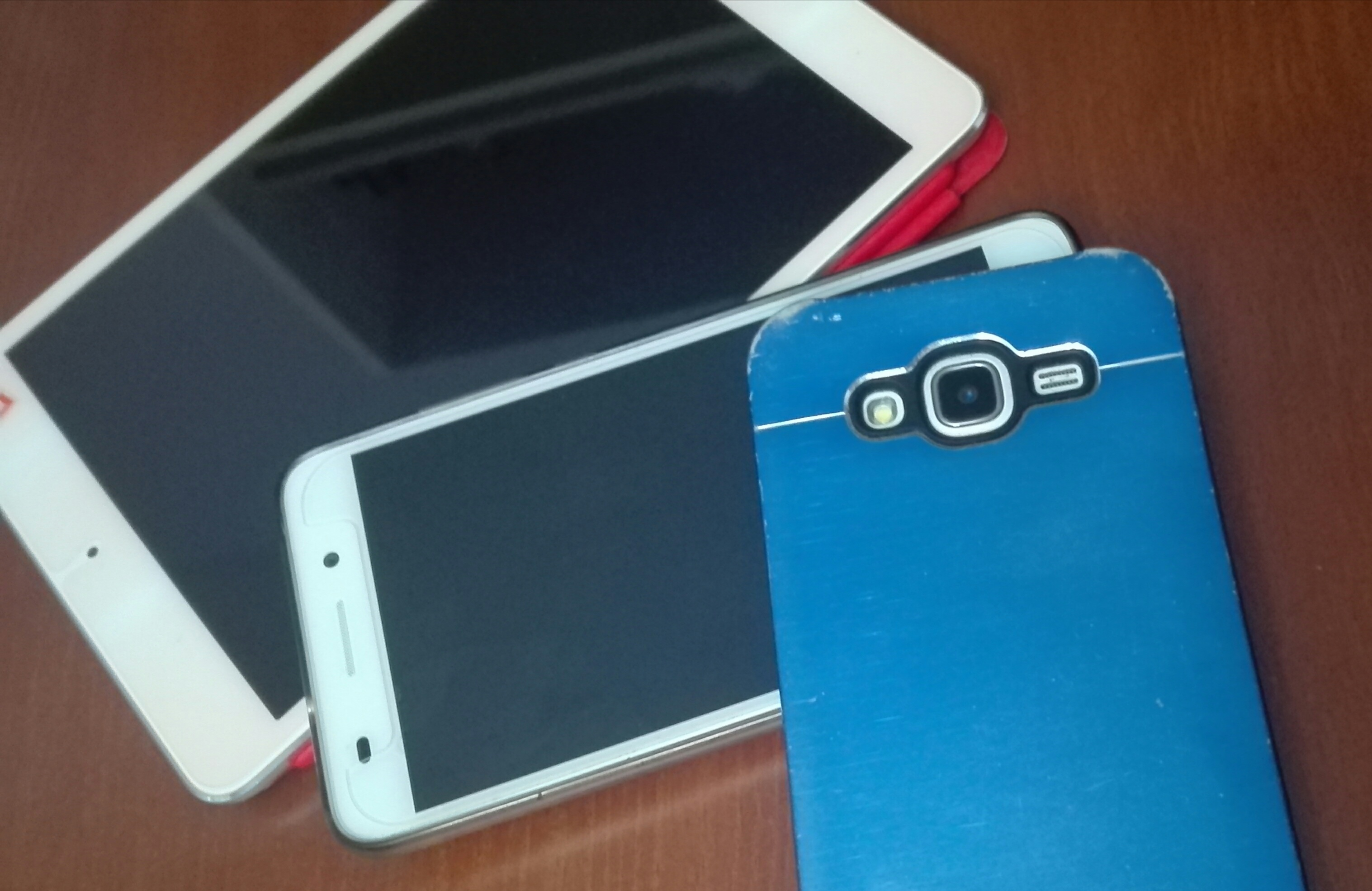
Smartfony (2017)

Nowe media – termin pojawił się w latach 60. XX wieku. Nowe media definiuje się jako technologie i techniki przekazu powszechnie stosowane od połowy lat 80. XX wieku. Ich początek wiąże się z upowszechnieniem telewizji satelitarnej, wideo i komputerów osobistych. Nowe media to głównie techniki przekazu wizualnego, audiowizualnego, zalicza się do nich technologie pozamonitorowe (np. telefon komórkowy, telefax), a za jego sztandarową egzemplifikację uznaje się Internet, ze względu na specyficzne cechy komunikacyjne.
Nowe media często kontrastowane są ze „starymi mediami”, takimi jak telewizja, radio, drukowane pisma, chociaż uczeni w dziedzinie komunikacji i badań nad mediami krytykują sztywne rozróżnienie oparte na nowości i starości. Nowe media nie obejmują programów telewizyjnych (tylko transmisja analogowa), książek, czasopism, filmów fabularnych – chyba że zawierają technologie umożliwiające generatywne lub interaktywne procesy cyfrowe.
Za specyficzne cechy nowych mediów uznaje się przede wszystkim: wzajemne powiązanie, dostęp do indywidualnych użytkowników, którzy mogą występować zarówno w roli nadawców, jak i odbiorców, wszechobecność, interaktywność, wielość sposobów użycia i otwarcia, niedookreśloność przestrzenną i delokalizację. Nowe media wprowadzają ponadto nowe jakości do kultury, m.in. intertekstualność, unifikację form i gatunków telewizyjnych.

## Problem definicji
W teorii mediów nie ma jednoznacznego stanowiska co do tego, czym są nowe media. Jedna perspektywa mówi, że wyznacznikiem powstania nowych mediów jest telewizja, a one same są technikami pozyskiwania, przetwarzania i transmisji danych wprowadzonych do obiegu później niż telewizja tradycyjna. Druga perspektywa mówi, że przy próbach klasyfikacji nowych mediów należy stosować kryterium nośnika i interaktywności, z podkreśleniem faktu, że nowe media pozwalają na pełniejsze i nietradycyjne (tj. wymagające aktywnego udziału odbiorcy) wykorzystanie urządzeń elektronicznych. W takim rozumieniu całkowicie nowymi technologiami będą jedynie Internet oraz komputery z wyłączeniem z tej klasyfikacji telewizji.
Według Lwa Manovicha nowe media to media analogowe skonwertowane do postaci cyfrowej. Ich zasadniczą cechą jest możliwość swobodnego dostępu do danych, bez utraty ich jakości podczas kopiowania (media cyfrowe mogą być kopiowane wielokrotne bez utraty ich jakości) oraz interaktywność, co oznacza możliwość użytkownika do wchodzenia w interakcje z obiektem medialnym. Manovich sprowadził kluczowe własności nowych mediów do pięciu elementów.

## Kluczowe własności nowych mediów wg L. Manovicha
1. reprezentacja numeryczna – obiekt nowych mediów może być opisany językiem formalnym (matematycznym) i poddany obróbce algorytmicznej, np. przy pomocy odpowiedniego algorytmu można usunąć szum z fotografii;
2. modularność – obiekt nowych mediów złożony jest z niezależnych części, od poziomu niepodzielnych „atomów” – pikseli, punktów 3D, znaków tekstowych, a modularna budowa ułatwia zmianę elementów lub ich usunięcie;
3. automatyzacja – nowe media umożliwiają automatyzację wielu czynności związanych z ich tworzeniem, obróbką i udostępnianiem;
4. wariancyjność – obiekt nowych mediów nie jest z góry ustalony raz na zawsze, istnieje w wielu odmiennych od siebie wersjach, których liczba może być teoretycznie nieskończona; nowe media można porównać do map terenu wykonanych w różnych skalach, różniących się między sobą szczegółowością odwzorowania;
5. transkodowanie – pozwala na zamianę mediów na dane komputerowe i zamianę jednego formatu na inny[8].

## Kluczowe cechy nowych mediów wg D. McQuaila
1. interaktywność – współczynnik reakcji na ofertę nadawcy ze strony użytkownika;
2. obecność społeczna (socjalność) – poczucie osobistego kontaktu z innymi;
3. bogactwo mediów – stopień redukcji niejednoznaczności, liczba wskazówek, angażowanie zmysłów i większa osobistość;
4. autonomia – stopień niezależności od źródła i jego kontroli;
5. ludyczność – źródło rozrywki (a nie użyteczności);
6. prywatność
7. personalizacja – stopień unikalności i personalizacji przekazu[9].

## Nowe media a stare media
Internet będący egzemplifikacją nowych mediów nie służy wyłącznie produkcji i rozpowszechnieniu komunikatów (w przeciwieństwie do mediów tradycyjnych), ale w równym stopniu ich przetwarzaniu, wymianie i przechowywaniu. Internet oraz inne nowe media są instytucjami komunikowania prywatnego i publicznego, a ich funkcjonowanie nie jest ani sprofesjonalizowane ani zorganizowane w sposób biurokratyczny, jak ma to miejsce w przypadku mediów masowych. Konsekwencją tego jest jakość rozpowszechnianych przekazów, możliwość ich monitorowania, cenzurowania i prób manipulacji pojawiającymi się tam przekazami.
W nowych mediach mamy do czynienia z nową jakością, m.in. digitalizacją wszystkich elementów (zwracał na to uwagę również Manovich), konwergencją różnych mediów, odmiennością od komunikowania masowego w kierunku komunikowania sieciowego, interioryzacją widowni, fragmentaryzacją i dalszym zacieraniem się instytucji medialnej, osłabieniem kontroli społecznej. Zaznacza się, że szczególne problemy sprawia kwestia określenia, czy poddawać je kontroli czy pozostawić w obecnym kształcie, ingerując w jego funkcjonowanie jedynie w uzasadnionych przypadkach.